# 뤄다유
뤄다유(중국어 정체자: 羅大佑, 병음: Lúo Dàyòu, 한자음: 나대우, 1954년 7월 20일 ~ )는 대만의 가수, 작곡가, 편곡가, 작가, 의사이다.